# Одинаев, Фаттох
Фаттох Одинаев, другие варианты — Абдуфаттох Одинаев, Фаттох Одина (тадж. Фаттоҳ Одина; 22 июля 1938 год — 2 января 2010 год, Душанбе, Таджикистан) — таджикский композитор и музыкальный деятель. Заслуженный деятель культуры Таджикистана, член Союза композиторов Таджикистана, лауреат премии имени А. В. Александрова и  Государственной премии Таджикистана имени А. Рудаки.

## Биография
Окончил Музыкальное училище в Душанбе (1957), Московскую консерваторию им. Чайковского (1962), аспирантуру училища им. Гнесиных в Ленинграде (1966).
В 1971—1978 художественный руководитель Таджикской государственной филармонии.
Скончался 2 января 2010 года. Похоронен на кладбище Лучоб в городе Душанбе.

## Творчество
Автор музыки к фильмам:
- Слезы и меч 1991
- Встреча в ущелье смерти 1980
- Здравствуй, добрый человек 1973
- 1970 Взлётная полоса
- Разоблачение 1969
- Как велит сердце 1968
- Измена 1967.

Автор детской оперы по мотивам таджикской народной сказки «Коза — кудрявые ножки».
Сочинения:
- Одинаев, Абдулфаттах. Молодежная увертюра : Для большого симф. оркестра. — М. : Сов. композитор, 1968. — 60 с.
- Одинаев, Абдулфаттах. Родные мелодии : Для голоса с сопровожд. фп. — Душанбе : Адиб, 1989. — 128 с. : портр.

## Память
В его честь названа улица в Душанбе (бывшая Фурманова).